# Wesoły pijak
Wesoły pijak (niderl. De vrolijke drinker) – obraz pędzla holenderskiego malarza Fransa Halsa. Dzieło znajduje się w zbiorach Rijksmuseum w Amsterdamie. 

## Tło kulturowe
W sztuce niderlandzkiej XVI i XVII wieku, sceny rodzajowe, których bohaterami były postacie pochodzące z ludu, stanowiły ważny element twórczości każdego liczącego się malarza. Nie inaczej było z Halsem, który bardzo często w swej twórczości zacierał granice pomiędzy portretem a scenami z życia, do których pozowali mu przedstawiciele gminu. Swoją twórczością zdawał się potwierdzać popularną wówczas maksymę haarlemskiego poety Gerbranda Adriaenszoona Bredero: Mistrzami malarstwa są ci, co najbliżej zbliżają się do życia.   

## Opis obrazu
Obraz przedstawia mężczyznę trzymającego w lewej ręce kieliszek z białym winem a prawą gestykulującego podczas rozmowy z widzem. Tak uwieczniona postać nadaje jej większej rzeczywistości i bliskości. Na głowie mężczyzny znajduje się wielki kapelusz a z jego szyi zwisa medalion imitujący klamrę u pasa z, jak twierdzi holenderski historyk sztuki Cornelis Hofstede de Groot, portretem Maurycego Orańskiego. Czarny kapelusz stanowi kontrast dla jasno oświetlonej postaci.